# シェバア・ケヒッロート
シェバア・ケヒッロート（שֶבַע קְהִלּוֹת sheva kehiloys ：七つのケヒッラー）
とは、ハンガリー王国のショプロン県（エーデンブルク県）、モション県（ヴィーゼルブルク県）にある以下のユダヤ教徒コミュニティーの名称である：
- キシュマルトン/アイゼンシュタット Eisenstadt
- ネーメトケレストゥール/ドイチュクロイツ Deutschkreutz（ヘブライ語では צֶלֶם tzelem；神の似姿、または偶像という言葉が使われる）
- ナジマルトン/マタースドルフ Mattersdorf（現在マタースブルク）
- ラコンパク/ラッケンバハ Lackenbach
- カーボルド/コーバースドルフ Kobersdorf
- ケプチェーニ/キットゼー Kittsee
- ボルドグアッソニ/フラウエンキルヒェン Frauenkirchen

ショプロン県・モション県などの領域は現在多くがブルゲンラント州に入っているが、ブルゲンラント州は大きなユダヤ人コミュニティーのあった土地でもある。
ブルゲンラント地方 ― エステルハージ家、バッチャーニ家（バッチャーニ・シュトラットマン家）などの領地 ― ではキリスト教徒からユダヤ教徒に高税が課されるなどの差別政策はあったが、エステルハージ家などは特にユダヤ教徒を迫害するようなことはせず、この地方ではコミュニティーが発展した。
Jewish Encyclopediaによるとユダヤ教徒には特別の権利があり、17世紀の終わりから19世紀の初めにかけてハンガリーの中でも最も裕福なコミュニティーを築いた。
イェシーバーの設置されたアイゼンシュタットはタルムード学の一つの中心となり、モラヴィアやドイツからラビが招かれた。
ショプロンではいくつかのシナゴーグがあり、マタースドルフではハシディズムの宮廷が誕生した（エルサレムのハンガリー系の超正統派コミュニティーであるキリヤト・マテルスドルフ Kiryat Mattersdorf などに名前を残す）。キットゼーではヨーゼフ・ヨアヒムが生まれている。
またブルゲンラントのイディッシュ語はドイツ語とよく似ていた。
- この記事にはパブリックドメインである次の文書本文が含まれる: Isidore Singer; Alexander Büchler (1901–1906). "SHEBA' ḲEHILLOT". In Singer, Isidore [in 英語]; et al. (eds.). The Jewish Encyclopedia. New York: Funk & Wagnalls.